# Bahnhof Treysa
Der Bahnhof Treysa ist ein 1908 eröffneter Durchgangsbahnhof an der Main-Weser-Bahn in der hessischen Stadt Schwalmstadt. Er liegt im Stadtteil Treysa am südlichen Rand der Innenstadt und ist ICE-Haltepunkt sowie ehemaliger Knotenpunkt an der Main-Weser-Bahn im Regionalverkehr.

## Geschichte
Treysa hatte bereits beim Bau der Main-Weser-Bahn (Kassel–Frankfurt am Main) um 1850 einen kleinen Bahnhof erhalten, der sich etwa einen Kilometer nordöstlich des heutigen Bahnhofs befand. Das Empfangsgebäude war ein klassizistischer Backsteinbau, der 1848/49 nach Plänen des Kasseler Architekten Julius Eugen Ruhl errichtet wurde. Von ihm stammten auch die Entwürfe zu Lokomotiv- und Güterhalle. Dieser Bahnhof wurde beim Bau der 1876 eröffneten Bahnstrecke Leinefelde–Treysa (über Eschwege), einem Abschnitt der strategischen Eisenbahnstrecke zwischen Berlin und Metz, die als „Kanonenbahn“ bezeichnet wurde, zu einem Keilbahnhof ausgebaut.

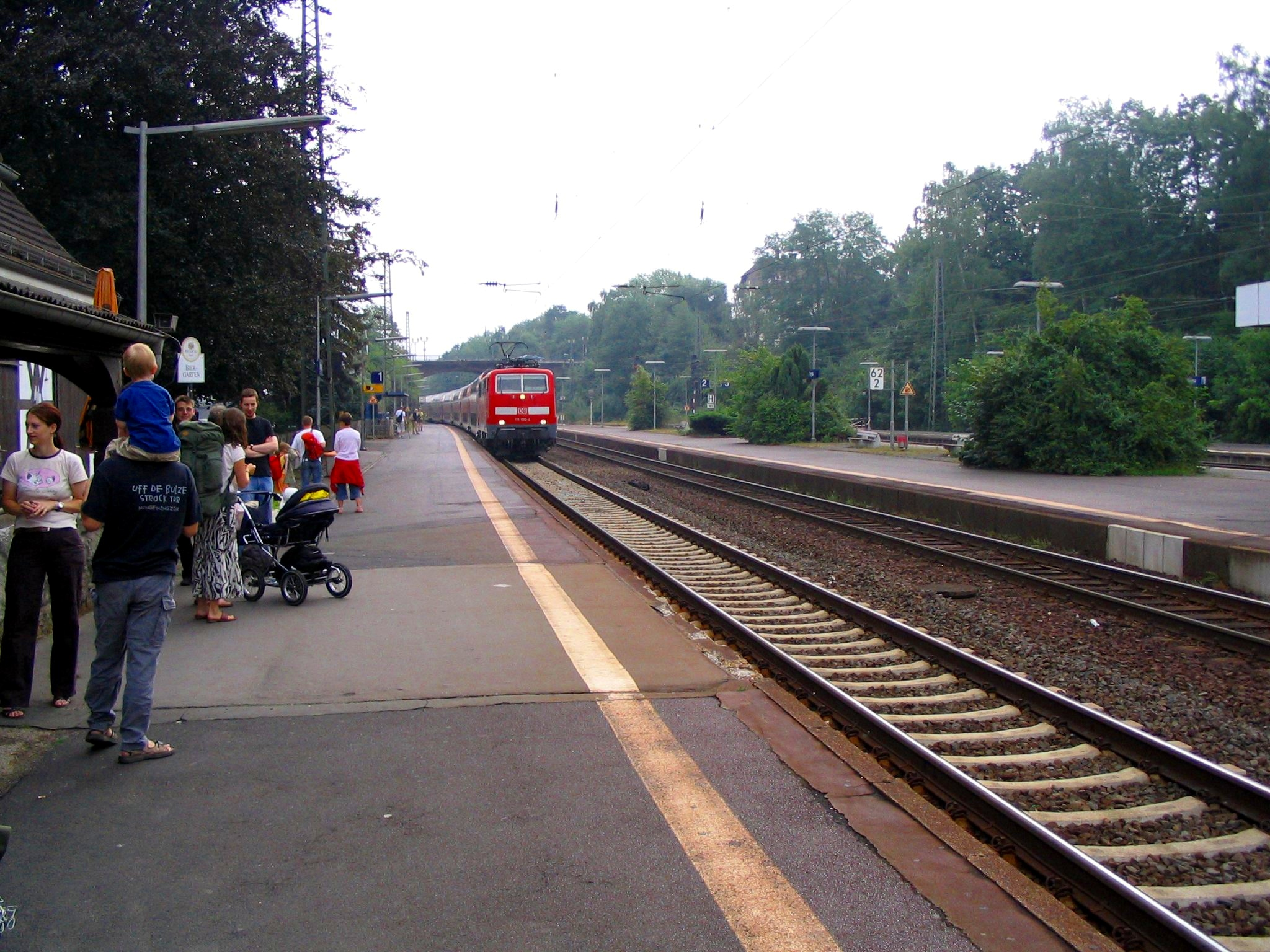
Gleis 1, Mainzer Brücke im Hintergrund

Dieser Bahnhof (heute auch „Alter Bahnhof“ genannt) wurde jedoch zu klein, als 1902 auch noch die 1907 eingeweihte Knüllwaldbahn nach Bad Hersfeld eingefädelt werden sollte. So baute man südlich des bisherigen Bahnhofs nach Plänen des Architekten Alois Holtmeyer einen neuen Bahnhof, der am 1. Oktober 1908 eröffnet wurde. Der neue Bahnhof war Schnellzughalt und es bestand dort Anschluss nach Bad Hersfeld und nach Eschwege. Gleis 1 und 2 dienten der Main-Weser-Bahn, Gleis 3 war deren Überholungsgleis, Gleis 4 führte nach Eschwege und Gleis 5 nach Bad Hersfeld. Südlich des Personenbahnhofs wurde ein Rangierbahnhof und ein Bahnbetriebswerk mit einem Lokschuppen und einer Drehscheibe gebaut.
Seit Anfang der 1980er Jahre wurden die Treysaer Abzweigungen sowohl der einstigen Kanonenbahn als auch der Knüllwaldbahn Schritt für Schritt außer Betrieb gestellt. Auf der Kanonenbahn wurde der Personenverkehr Treysa–Malsfeld am 30. Mai 1981 eingestellt; der zuletzt noch täglich bediente Güterverkehr zwischen Treysa und Homberg (Efze) wurde am 25. Juni 2002 beendet. Auf der Knüllwaldbahn wurde der Personenverkehr von Treysa nach Oberaula am 1. Juni 1984, der Güterverkehr Ende 1995 eingestellt. Somit besteht heute nur noch der Eisenbahnanschluss in Richtung Kassel und Marburg.
Die RegioTram-Linie RT9 wurde zum turnusgemäßen Fahrplanwechsel 2014/2015 im Dezember 2014 durch die Linie „R9“ ersetzt, welche seitdem von der Hessischen Landesbahn GmbH (HLB) mit Triebwagen vom Typ Stadler Flirt betrieben wird.
Durch Verzögerungen wurden einige Fahrten der Linie RT9 bis Dezember 2015 mit Fahrzeugen der Kurhessenbahn durchgeführt. Die dadurch freigewordenen RegioTrams werden seitdem auf den anderen RT-Linien eingesetzt.
Der ursprünglich für 2019 geplante barrierefreie Ausbau des Bahnhofs Treysa musste verschoben werden, nachdem die Deutsche Bahn die bundesweiten Vorgaben zur vorgeschriebenen Bahnsteighöhe nach Erteilung der Baugenehmigung geändert hatte.
Im Zuge der Umstellung der Linie 26 auf ICE-Züge zum Fahrplanwechsel 2018/2019 im Dezember 2018 begann am 8. Oktober 2018 dann doch der barrierefreie Ausbau des Bahnhofs Treysa. Zunächst wurden die Bahnsteige der Gleise 1 und 2, welche von den ICE-Zügen angefahren werden, auf eine Höhe von 55 Zentimetern gebracht. Bis 2021 wurden auch die Bahnsteige der Gleise 3 bis 5 auf 55 Zentimeter erhöht. und die Rampe zur Unterführung fertiggestellt. Bis 2041 sollen dann alle Bahnsteige auf 76 Zentimeter erhöht werden. Der gesamte Umbau sollte etwa 19 Millionen Euro kosten.

## Heutige Bedeutung

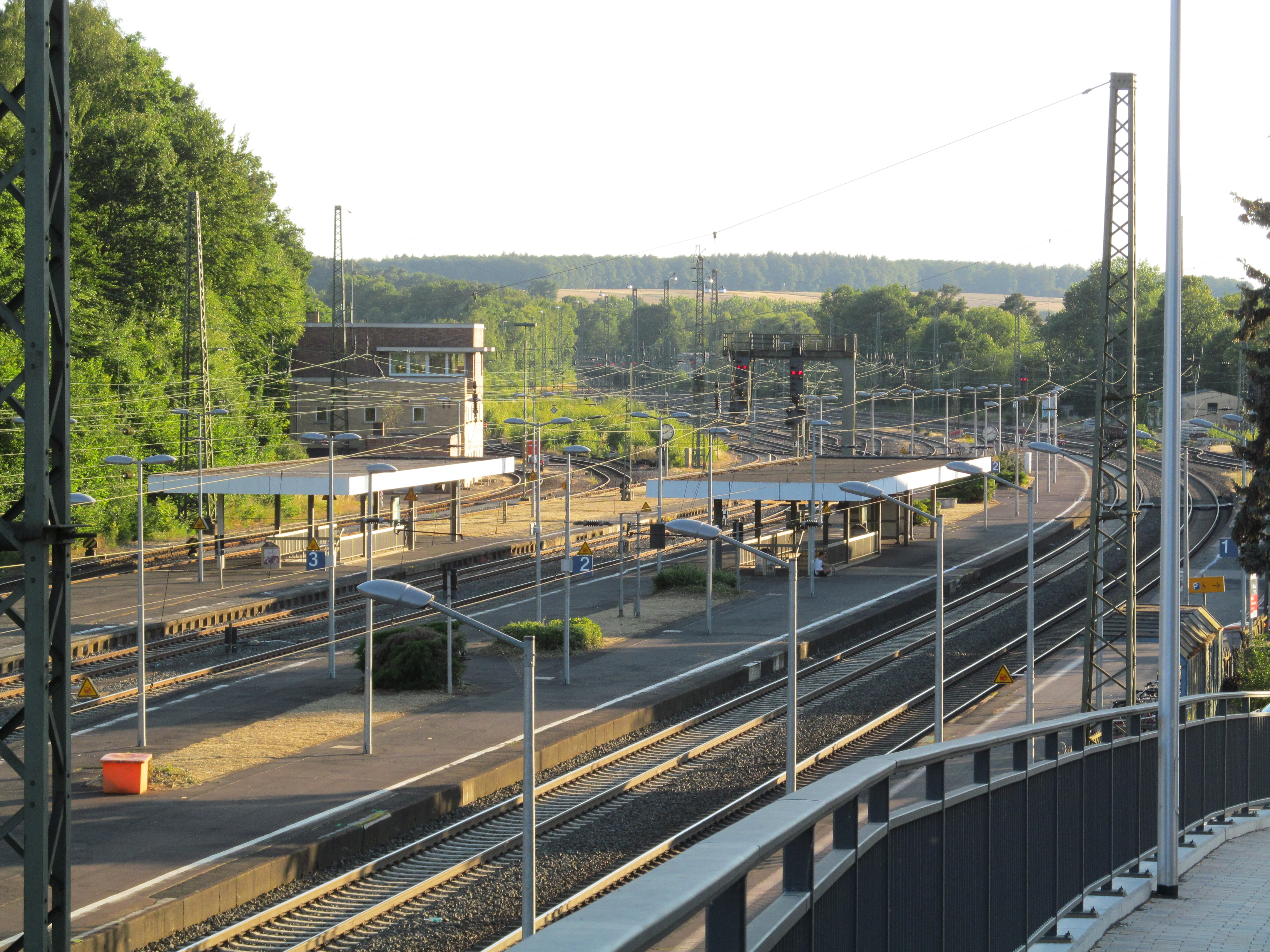
Blick auf die Bahnsteige

Der Mittelhessen-Express nach Frankfurt beginnt und endet jeweils im Bahnhof Treysa, der zum Tarifgebiet des Nordhessischen VerkehrsVerbundes (NVV) gehört. In Richtung Gießen gilt ab Neustadt der Tarif des Rhein-Main-Verkehrsverbundes (RMV).
Im Fernverkehr halten die im 2-Stunden-Takt verkehrenden Züge der ICE-Linie 26 (Stralsund–Hamburg–Frankfurt–Karlsruhe) in Treysa, an Wochenenden verkehren über Treysa auch jeweils ein Intercity nach Berlin Südkreuz sowie nach Westerland. Ergänzend verkehrt noch der Regional-Express der Linie Kassel Hbf – Frankfurt Hbf (RE 30, Main-Weser-Express), welcher durch den Main-Sieg-Express (RE 98) zum Stundentakt verdichtet wird. Darüber hinaus beginnen und enden in Treysa der Mittelhessen-Express (RB 41) sowie einzelne Regionalbahnen von und nach Kassel Hbf (RB 38).
Noch heute sind Gleis 1 und 2 die Gleise der Main-Weser-Bahn. Züge, die nicht in Treysa beginnen oder enden, fahren über diese Gleise. Auf Gleis 3 beginnt und endet der Mittelhessen-Express und auf Gleis 4 die einzelnen Regionalbahnen nach Kassel. Gleis 5 dient nun meist als Durchfahrtsgleis, wenn alle anderen Gleise belegt sein sollten.
Vom Busbahnhof vor dem Gebäude bestehen Busverbindungen nach Frielendorf, Homberg (Efze), Alsfeld, Neukirchen (Knüll) und in die umliegenden Ortschaften.

### Linien
| Linie  | Verlauf | Takt                     | Betreiber        |
| ------ | --- | ------------------------ | ---------------- |
| ICE 26 | (Stralsund Hbf –) Hamburg Hbf – Kassel-Wilhelmshöhe – Treysa – Frankfurt (Main) Hbf – Heidelberg Hbf – Karlsruhe Hbf | 120 min                  | DB Fernverkehr   |
| RE30   | Main-Weser-Bahn: Frankfurt (Main) Hbf – (Frankfurt (Main) West –)* Friedberg (Hess) – (Bad Nauheim – Ostheim (b Butzbach) – Butzbach – Kirch Göns – Lang Göns – Großen Linden –)* Gießen – (Lollar – Friedelhausen – Fronhausen (Lahn) – Niederwalgern – Marburg Süd –)* Marburg (Lahn) – Kirchhain (Bz Kassel) – Stadtallendorf – Neustadt (Kr Marburg) – Treysa – Borken (Hess) – Wabern (Bz Kassel) – Kassel-Wilhelmshöhe – Kassel Hbf * nur einzelne Züge Stand: Fahrplanwechsel Dezember 2021 | 120 min                  | DB Regio Mitte   |
| RE98   | Main-Sieg-Express: Kassel Hbf – Kassel-Wilhelmshöhe – Baunatal-Guntershausen – Edermünde-Grifte – Felsberg-Wolfershausen – Felsberg-Altenbrunslar – Felsberg-Gensungen – Wabern (Bz Kassel) – Singlis – Borken (Hess) – Zimmersrode – Schlierbach (Kr Schwalm-Eder) – Treysa – Schwalmstadt-Wiera – Neustadt (Kr Marburg) – Stadtallendorf – Kirchhain (Bz Kassel) – Marburg (Lahn) – Gießen – Friedberg (Hess) – Frankfurt (Main) West (einzelne Züge im Berufsverkehr) – Frankfurt (Main) Hbf Gießen – Frankfurt vereinigt mit RE 99 von Siegen Stand: Fahrplanwechsel Dezember 2021                    | 120 min                  | HLB Hessenbahn   |
| RB38   | Kassel Hbf – Kassel-Wilhelmshöhe – Kassel-Oberzwehren – Baunatal-Rengershausen – Baunatal-Guntershausen – Edermünde-Grifte – Felsberg-Wolfershausen – Felsberg-Altenbrunslar – Felsberg-Gensungen – Wabern (Bz Kassel) – Singlis – Borken (Hess) – Zimmersrode – Schlierbach (Kr Schwalm-Eder) – Treysa Stand: Fahrplanwechsel Dezember 2021 | einzelne Fahrten zur HVZ | DB Kurhessenbahn |
| RB41   | Mittelhessen-Express: Frankfurt (Main) Hbf – Frankfurt (Main) West (– Bad Vilbel) (zweistdl.) – Friedberg (Hess) – Bad Nauheim (– Ostheim (b Butzbach)) (zweistdl.) – Butzbach (– Kirch Göns – Lang Göns – Großen Linden) (zweistdl.) – Gießen – Gießen Oswaldsgarten – Lollar – Friedelhausen – Fronhausen (Lahn) – Niederwalgern – Niederweimar – Marburg Süd – Marburg (Lahn) – Cölbe – Bürgeln – Anzefahr – Kirchhain (Bz Kassel) – Stadtallendorf – Neustadt (Kr Marburg) – Schwalmstadt-Wiera – Treysa Flügelung in Gießen. Zugteil nach Dillenburg als RB 40. Stand: Fahrplanwechsel Dezember 2021 | 120 min (wochentags)     | HLB Hessenbahn   |

## Ehemalige Anlagen
Das Empfangsgebäude des alten Bahnhofs ist erhalten. In der Nähe befindet sich noch ein Gleisanschluss mit einer Panzerverladerampe.
Das ehemalige Bahnbetriebswerk wird heute von den Eisenbahnfreunden Treysa für die Erhaltung historischer Fahrzeuge genutzt. Die 23-Meter-Drehscheibe und ein sechsständiger Teil des ehemals 18-ständigen Ringlokschuppens sind erhalten.